# Templo de Santa Teresa de Jesús
El Templo de Santa Teresa de Jesús es un edificio católico de la ciudad de Guadalajara, ubicada en el centro del estado de Jalisco, México. Su construcción inició en 1690 y finalizó en 1720, mandado a construir con un estilo renacentista por el obispo Juan de Santiago y León Garabito. Actualmente pertenece a la Parroquia del Sagrario Metropolitano de la Arquidiócesis de Guadalajara.

## Historia
Felipe IV de España dio permiso para la construcción del convento en 1651, pero no se inició hasta 1690, tardando tres décadas en completarla. El obispo Juan de Santiago y León Garabito colocó la primera piedra del convento. En esos tiempos el convento era de dos manzanas y aparte del templo incluía dos claustros, una ermita y un huerto. La Orden de los Carmelitas Descalzos tomó control del convento a tres años de su apertura y trajeron monjas del Convento de Santa Teresa de Ávila en Puebla de los Ángeles. Desde 1735 el convento se convirtió en posada de Nuestra Señora de Zapopan, ya que como se ubicaba a las orillas de la ciudad en esa época, fue elegido como el primer templo que visitaban los feligreses en su camino por los templos de la ciudad hasta llegar a la catedral cada 13 de junio. El día antes las carmelitas limpiaban la virgen como si la bañaran, dicha tradición duró hasta 1949. Debido a las Leyes de Reforma, fueron expulsadas las monjas del convento y el gobierno expropió el edificio. Regresaron por algunos periodos entre 1907 y 1977 hasta que definitivamente vendieron el convento.
El edificio es conocido por ser uno de los que se incluye en la tradicional visita a los siete templos que se realiza anualmente en Semana Santa y que en el caso de Guadalajara incluye a otras iglesias como la catedral, el templo de la Merced, el templo de Santa Mónica, la basílica de San Felipe Neri, el templo de las Capuchinas y el templo de Jesús María.

## Arquitectura
Como los conventos femeninos típicos de su época, su fachada es paralela a la calle y cuenta con una sola nave. Tiene dos puertas gemelas de cantera amarilla con pilastras rematadas con geodas. Su atrio rectangular tiene unas rejas de hierro forjado. El pie de la nave está emplazada por una torre campanario y los coros altos y bajos. Tiene un presbiterio, una capilla anexa, una sacristía, un baptisterio, una bodega y una sala de juntas.

## Galería

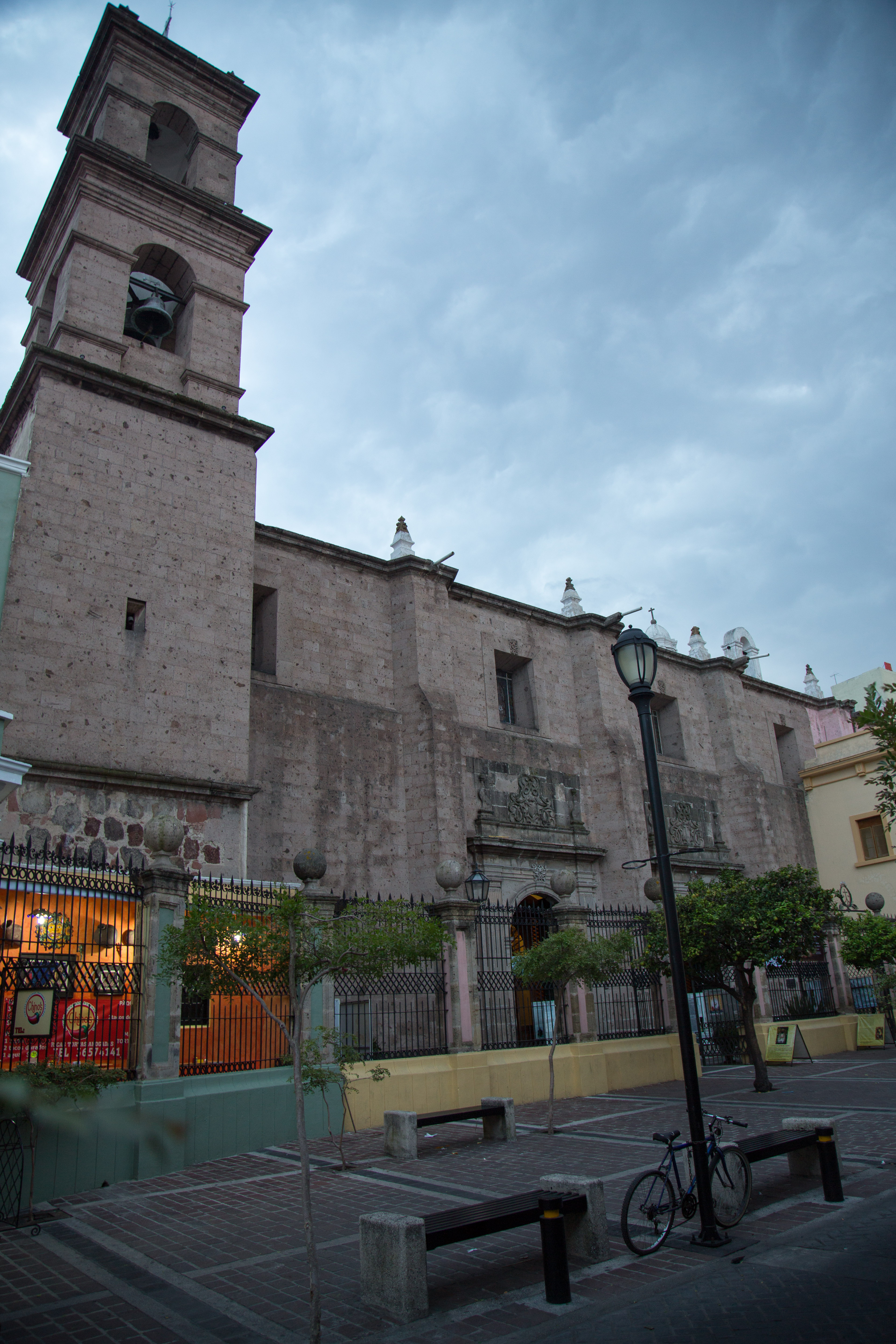
El templo en 2012.
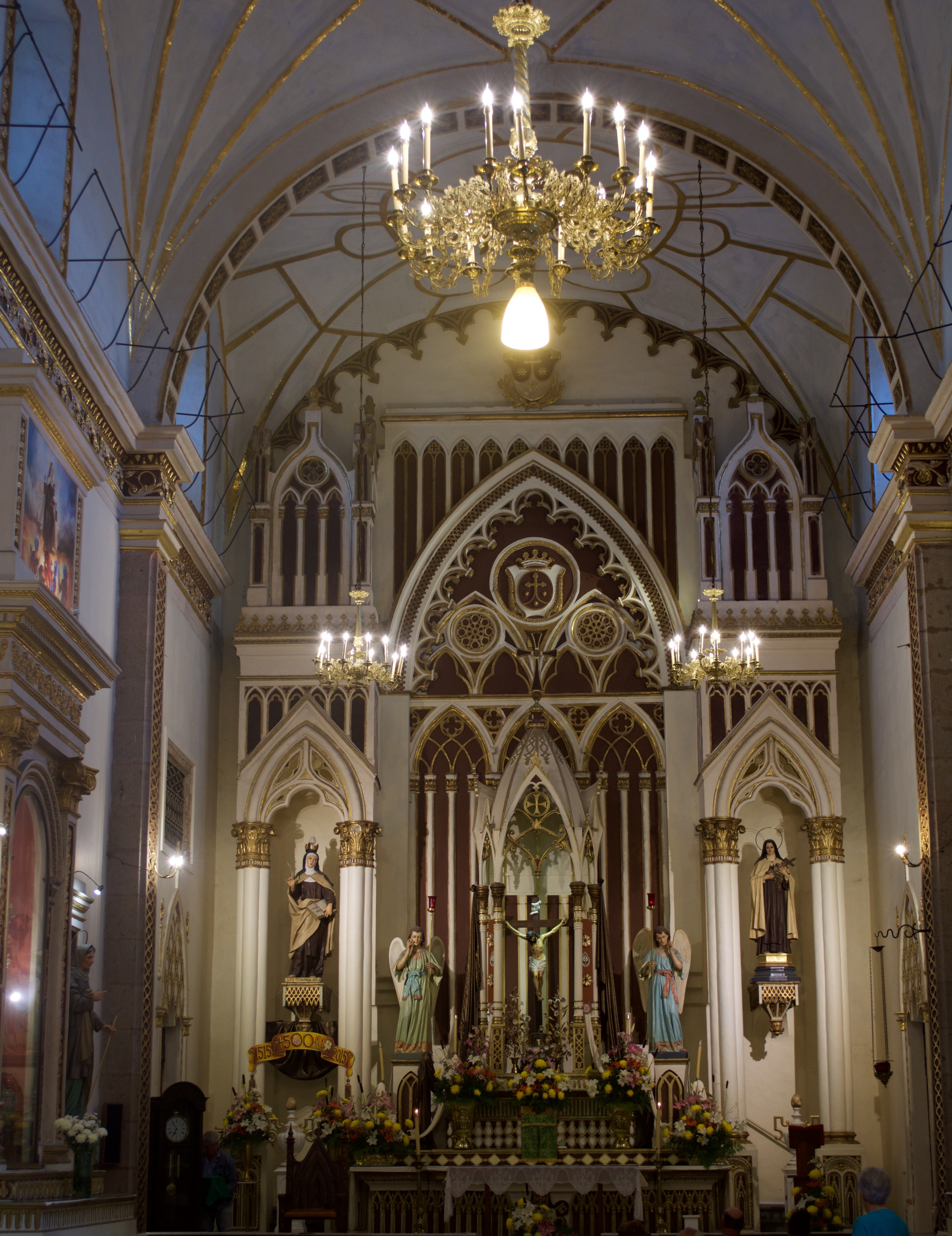
Retablo del templo.
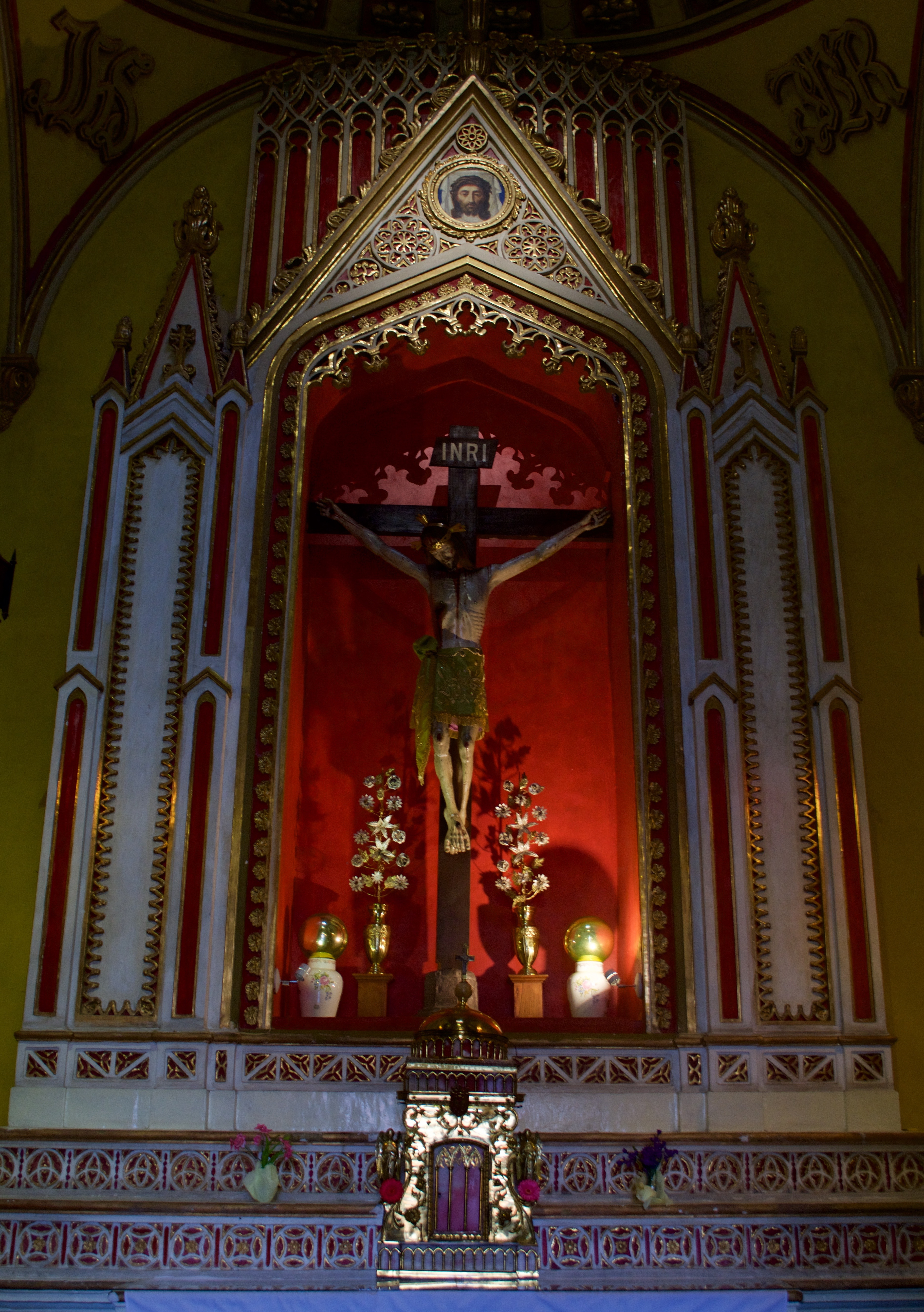
Interior de la capilla.